# 田瑞龍
田瑞龍（？—1638年），號蒼霖，河南汝寧府信陽州人，明朝政治人物。

## 生平
天启四年（1624年）甲子科河南鄉試第四十九名舉人，崇禎七年（1633年）甲戌成进士，刑部觀政，八年乙亥授南直隶貴池知县。十一年卒。

## 家族
曾祖田鉞，夀官。祖田儒，封威縣知縣。父田可井，举人、南安知县。生父可口，貢士。

## 引用
1. ↑  《崇禎七年甲戌科進士履歷》：田瑞龙：蒼霖，春秋房，丁未年九月初二日生。汝寧府信陽州人，甲子鄉試，會試八十三名，三甲一百四十五名，刑部觀政，乙亥授南直貴池知县，戊寅卒。曾祖鉞，夀官。祖儒，封威縣尹。父可井，知州。生父可口，貢士。
2. ↑  《河南通志》